# Otto Siegel
Otto Siegel (7 mai 1897 – 21 août, 1962) était un directeur artistique américain. Il a été nommé pour la cérémonie des Oscars dans la catégorie Meilleure direction artistique pour le film La Ruée vers l'Ouest. 

## Filmographie partielle
- 1942 : Hyènes des bas-fonds (X Marks the Spot) de George Sherman
- 1942 : London Blackout Murders de George Sherman
- 1943 : The Purple V de George Sherman
- 1943 : The Mantrap de George Sherman
- 1943 : The West Side Kid de George Sherman
- 1943 : A Scream in the Dark de George Sherman
- 1944 : Tempête sur Lisbonne (Storm Over Lisbon) de George Sherman
- 1946 : Une fille perdue d'Alfred Santell
- 1960 : La Ruée vers l'Ouest d'Anthony Mann et Charles Walters
- 1962 : Coups de feu dans la Sierra de Sam Peckinpah